# Friends Club
Il NIBL Friends Club è una squadra di calcio nepalese con sede nella città di Lalitpur.

## Palmarès

### Competizioni nazionali
- Campionato nepalese: 1

1967-1968
- Tribhuvan Challenge Shield: 2

1985, 1986